# Max Britzelmayr
Max Britzelmayr es un micólogo y liquenólogo alemán nacido en Augsburgo el 7 de enero de 1839 y fallecido en 6 de diciembre de 1909. 
Max Britzelmayr ejerció durante toda su vida como profesor y administrador de distrito escolar (Kreisschulinspektor) en su ciudad natal. Es especialmente recordado por sus investigaciones en el grupo micológico de los Hymenomycetes.

## Publicaciones destacadas
- Dermini und Melanospori aus Südbayern, 1883
- Hymenomyceten aus Südbayern, 1894
- Zur Hymenomyceten-Kunde, 1895
- Materialien zur Beschreibung der Hymenomyceten, 1897

- La abreviatura «Britzelm.» se emplea para indicar a Max Britzelmayr como autoridad en la descripción y clasificación científica de los vegetales.[1]